# 内德明
内德明（德語：Neddemin）是德国梅克伦堡-前波美拉尼亚州的市镇，隶属于梅克伦堡湖区县。总面积为12.53平方千米，截至2023年12月31日总人口为345人。